# Peter Morant
Peter Morant (* 29. Juni 1901 in Waldkirch SG; † 7. Juli 1974 in Wil SG) war ein Schweizer römisch-katholischer Theologe.

## Leben
Er besuchte die Gymnasium in Appenzell und Stans. Er trat 1920 in den Kapuzinerorden ein. Am 16. April 1927 wurde er zum Priester geweiht. Er studierte an der Pontificia Università Gregoriana und am Pontificio Istituto Biblico. Nach der Promotion zum Dr. theol. 1927 und dem Lic. bibl. 1931 lehrte er bis zur Emeritierung 1968 als Lektor an der Theologischen Hochschule der Kapuziner in Solothurn.

## Schriften (Auswahl)
- Die Anfänge der Menschheit. Eine Auslegung der ersten elf Genesis-Kapitel. Luzern 1962, OCLC 9288708.
- Das Psalmengebet. Basel 1963, OCLC 265344448.
- Unser Weg zu Gott. Das Vollkommenheitsstreben im Geiste des hl. Franziskus. Zürich 1965, OCLC 1235878883.
- Das Kommen des Herrn. Eine Erklärung der Offenbarung des Johannes. Zürich 1969, OCLC 6708783. Rezension: S. 226–229,  Rezension: Ordenskorrespondenz. 11 (1970), S. 265–266, ISSN 1867-4291.